# 시카노정
시카노정(鹿野町)은 돗토리현 게타카군의 옛 정이다.
2004년 11월 1일에, 이와미군 후쿠베촌, 고후쿠정, 게타카군 아오야정, 게타카정,, 야즈군 가와하라정, 모치가세정, 사지촌과 함께 돗토리시에 편입되어 소멸하였다.

## 지리
정역은 쥬부산(해발 921m) 등 남부 산지에서 북쪽으로 뻗는다. 중부를 가와치강이 가로지르며 북류하다. 하마무라강을 따라 산인 본선 하마무라 역 부근까지 기타카 정역을 파고들고 있지만, 직접 일본해에는 접해 있지 않다.

## 역사
- 1889년 10월 1일 - 정촌제 시행과 함께 게타군 합병전의 정역인 시키노촌이 성립하였다.
- 1896년 4월 1일 - 사카노정의 소속군이 게타카군으로 변경되었다.
- 1899년 3월 20일 - 사카노촌이 정으로 승격해 시카노정이 되었다.
- 1955년 7월 1일 - 2개의 촌이 합병히 새로운 시카노정이 성립하였다.
- 2004년 11월 1일 - 돗토리시에 편입되었다. 동일 시카노정은 폐지되었다.

## 교통

### 철도
철도는 달리고 있지 않다. 가장 가까운 역은 산인본선 하마무라역, 다카라키역. 하마무라역에서는 히노마루 버스가 운행하고 있다.

### 도로
- 돗토리 현도 21호 돗토리 시노쿠라요시선
- 돗토리 현도 32호 고게카노키타카선
- 돗토리 현도 198호 와시미네모토타카선
- 돗토리 현도 233호 야구치카노선
- 돗토리 현도 281호 가와치마키하라선
- 돗토리 현도 304호 묘토쿠지카노선